# Raúl Lizoain
Raúl Lizoain Cruz (Las Palmas de Gran Canaria, 27 gennaio 1991) è un calciatore spagnolo, portiere dell'Albacete.

## Biografia
È il nipote del cantante Serafin Zubiri.

## Carriera
Cresciuto nel settore giovanile del Las Palmas, esordisce in prima squadra il 26 novembre 2011, nella partita persa per 2-0 contro l'Huesca, sostituendo al 36º minuto Javier Portillo.

## Statistiche

### Presenze e reti nei club
Statistiche aggiornate al 7 febbraio 2020.
| Stagione          | Squadra           | Campionato        | Campionato | Campionato | Coppe nazionali | Coppe nazionali | Coppe nazionali | Coppe continentali | Coppe continentali | Coppe continentali | Altre coppe | Altre coppe | Altre coppe | Totale | Totale |
| Stagione          | Squadra           | Comp              | Pres       | Reti       | Comp            | Pres            | Reti            | Comp               | Pres               | Reti               | Comp        | Pres        | Reti        | Pres   | Reti   |
| ----------------- | ----------------- | ----------------- | ---------- | ---------- | --------------- | --------------- | --------------- | ------------------ | ------------------ | ------------------ | ----------- | ----------- | ----------- | ------ | ------ |
| 2010-2011         | Las Palmas        | SD                | 0          | 0          | CR              | -               | -               | -                  | -                  | -                  | -           | -           | -           | 0      | 0      |
| 2011-2012         | Las Palmas        | SD                | 6          | -8         | CR              | -               | -               | -                  | -                  | -                  | -           | -           | -           | 6      | -8     |
| 2012-2013         | Las Palmas        | SD                | 3          | -1         | CR              | 0               | 0               | -                  | -                  | -                  | -           | -           | -           | 3      | -1     |
| 2013-2014         | Las Palmas        | SD                | 2          | -5         | CR              | 3               | -1              | -                  | -                  | -                  | -           | -           | -           | 5      | -6     |
| 2014-2015         | Las Palmas        | SD                | 12+3       | -12 + -4   | CR              | 3               | -4              | -                  | -                  | -                  | -           | -           | -           | 18     | -20    |
| 2015-2016         | Las Palmas        | PD                | 8          | -13        | CR              | 6               | -8              | -                  | -                  | -                  | -           | -           | -           | 14     | -21    |
| 2016-2017         | Las Palmas        | PD                | 13         | -27        | CR              | 4               | -7              | -                  | -                  | -                  | -           | -           | -           | 17     | -34    |
| 2017-2018         | Las Palmas        | PD                | 11         | -27        | CR              | 2               | -5              | -                  | -                  | -                  | -           | -           | -           | 13     | -32    |
| Totale Las Palmas | Totale Las Palmas | Totale Las Palmas | 55+3       | -92 + -4   |                 | 18              | -25             |                    | -                  | -                  |             | -           | -           | 76     | -121   |
| 2018-2019         | Alcorcón          | SD                | 12         | -13        | CR              | 2               | -1              | -                  | -                  | -                  | -           | -           | -           | 14     | -14    |
| gen.-giu. 2020    | Mirandés          | SD                | 0          | 0          | CR              | 0               | 0               | -                  | -                  | -                  | -           | -           | -           | 0      | 0      |
| Totale carriera   | Totale carriera   | Totale carriera   | 67+3       | -105 + -4  |                 | 20              | -26             |                    | -                  | -                  |             | -           | -           | 90     | -135   |